# Pterocles lichtensteinii
La grandule di Lichtenstein (Pterocles lichtensteinii Temminck, 1825) è un uccello della famiglia Pteroclidae.
Il nome è un omaggio al naturalista tedesco Martin Lichtenstein (1780 – 1857). 

## Distribuzione e habitat
Questa specie ha un vasto areale che si estende dalle aree semidesertiche dell'Africa (Marocco, Mauritania, Algeria, Mali, Niger, Ciad, Libia, Egitto, Sudan, Sud Sudan, Gibuti, Eritrea,  Etiopia, Somalia e Kenya), attraverso la penisola arabica e il Medio Oriente (Arabia Saudita, Israele, Giordania, Yemen, Oman e Emirati Arabi Uniti) sino all'Iran e al Pakistan.

## Tassonomia
Sono state descritte le seguenti sottospecie:
- Pterocles lichtensteinii targius Geyr von Schweppenburg, 1916
- Pterocles lichtensteinii lichtensteinii Temminck, 1825
- Pterocles lichtensteinii sukensis Neumann, 1909
- Pterocles lichtensteinii arabicus Neumann, 1909
- Pterocles lichtensteinii ingramsi Bates & Kinnear, 1937